# 第4回スーパーボウル
第4回スーパーボウル（Super Bowl IV）は、1970年1月11日にルイジアナ州ニューオーリンズのテュレーン・スタジアムで開催された試合。AFL-NFL合併前、最後のスーパーボウル。NFLチャンピオンであるミネソタ・バイキングスとAFLチャンピオンであるカンザスシティ・チーフスの対戦。チーフスがバイキングスを23-7で破って、初のスーパーボウル制覇を果たした。
前年の第3回スーパーボウルでAFLのニューヨーク・ジェッツが勝利したものの、多くのスポーツライターやファンは、これをフロックと考えており、NFLチームがAFLチームより優れていると信じており、バイキングスがチーフスを破ることを期待していた。
バイキングスは、NFLチャンピオンシップゲームでクリーブランド・ブラウンズを27-7で破りスーパーボウル初出場を果たした。
この試合ではNFLフィルムズがチーフスのヘッドコーチ、ハンク・ストラムにマイクロフォンをつけていたことでも知られている。

## 背景
1969年3月19日にカリフォルニア州パームスプリングスで行われたオーナー会議でニューオーリンズでの開催が決定した。

### ミネソタ・バイキングス
バイキングスは、AFL創設より1年遅れた1961年に創設された。バド・グラントヘッドコーチに率いられたバイキングスはNFLトップの12勝2敗でシーズンを終えた。NFL最多得点の379点をあげ、相手にはNFL最少の133点しか許さなかった。このうちの3試合では50得点以上をあげている。シーズン開幕週と最終週の試合に敗れたがその他の12試合を連勝した。シーズン12連勝は、過去35年間達成したチームがなかった。ディフェンスは、NFLで最も相手に恐れられており、ディフェンシブラインは、パープル・ピープル・イーターズと呼ばれるゲイリー・ラーセン、アラン・ペイジ、カール・エラー、ジム・マーシャルの4人で形成され、ペイジ、エラー、マーシャルの3人がプロボウルに選ばれた。ディフェンシブバックは、ボビー・ブライアントが8インターセプト、アーセル・マックビーが6インターセプト、ポール・クラウスが5インターセプト、1タッチダウンをあげた。
オフェンスではジョー・カップが優れたリーダーシップと走力を見せた。スクランブルの際に多くのQBがタックルを受けることを避け、スライディングするのと異なり、彼はタックラーにショルダーチャージを行った。こうしたプレースタイルから彼は「Indestructible」というニックネームがついた。クリーブランド・ブラウンズとのNFLチャンピオンシップゲームで彼は相手ラインバッカーのジム・ヒューストンと激しく接触し、ヒューストンは途中退場した。彼はチームのMVPに選ばれたが、自分だけが活躍したのではないとMVPを辞退した。ランニングバックのデイブ・オズボーンがチームトップの643ヤードを走り、7タッチダウン、22回のレシーブで236ヤード、1タッチダウンをあげた。パスオフェンスではプロボウルに選ばれたワイドレシーバー・ジーン・ワシントンが39回のレシーブで821ヤード（平均21.1ヤード）、9タッチダウン、ジョン・ヘンダーソンが34回のレシーブで553ヤード、5タッチダウンをあげた。オフェンスラインではグレイディ・アルダーマン、ミック・ティンゲルホフがプロボウルに選ばれた。
1969年NFLチャンピオンシップゲームに勝利したバイキングスはエド・ソープ記念トロフィーを最後に受け取ったチームとなった。
| 年   | 成績                 | Con  | 地区 | 勝 | 敗 | 分 | 率   | Div   | Con    | 平均得点 | 平均失点 |
| ---- | -------------------- | ---- | ---- | -- | -- | -- | ---- | ----- | ------ | -------- | -------- |
| 1969 | NFL優勝/SB敗戦       |      | 優勝 | 12 | 2  | 0  | .857 | 6-0   | 9-1    | 27.1     | 9.5      |
|      |                      |      |      |    |    |    |      |       |        |          |          |
| 1968 | プレーオフボウル敗戦 |      | 優勝 | 8  | 6  | 0  | .571 | 4-2   | 6-4    | 20.1     | 17.3     |
| 1967 | レギュラー敗退       |      | 4位  | 3  | 8  | 3  | .321 | 1-3-2 | 1-6-3  | 16.6     | 21.0     |
| 1966 | レギュラー敗退       | 6位T |      | 4  | 9  | 1  | .321 |       | 4–7–1  | 20.9     | 21.7     |
| 1965 | レギュラー敗退       | 5位  |      | 7  | 7  | 0  | .500 |       | 5-7    | 27.4     | 28.8     |
| 1964 | レギュラー敗退       | 2位T |      | 8  | 5  | 1  | .607 |       | 6-5-1  | 25.4     | 21.1     |
| 1963 | レギュラー敗退       | 4位T |      | 5  | 8  | 1  | .393 |       | 4-7-1  | 22.1     | 27.9     |
| 1962 | レギュラー敗退       | 6位  |      | 2  | 11 | 1  | .179 |       | 1-10-1 | 18.1     | 29.3     |
| 1961 | レギュラー敗退       | 7位  |      | 3  | 11 | 0  | .214 |       | 3-9    | 20.4     | 29.1     |

### カンザスシティ・チーフス
チーフスはハンク・ストラムヘッドコーチに率いられ、11勝3敗のAFL西地区2位でシーズンを終えた。QBレン・ドーソンは第2週の試合でひざを負傷し、その後6試合に欠場した。しかし控えQBのマイク・リビングストンがその6試合で5勝した。チームは最終週にオークランド・レイダースに6-10で敗れて11勝3敗となり、12勝1敗1分のレイダースに次ぐAFL西地区2位でシーズンを終えた。最終週にレイダースに敗れた後、多くのスポーツライターやファンはドーソンのプレーコールを厳しく批判した。ドーソンはレギュラーシーズンの80-90%のプレーでプレーコールを行っていた。
12月16日にロードで行われたニューヨーク・ジェッツ戦で34-16と勝利し、4試合を残して9勝1敗となりプレーオフ進出を決めた。1970年のAFLとNFLの統合を前に、1969年のプレーオフは4チームで争われた。東西各地区の2位のチームが他地区の1位チームのホームに遠征する形式である。プレーオフでは前年のスーパーボウルチャンピオンのジェッツに13-6で勝利し、AFLチャンピオンシップゲームでは、前年のプレーオフでは6-41で敗れ、1969年シーズン中2度敗れたレイダースと対戦、17-7で破り3年ぶり2度目のスーパーボウル出場を果たした。ワイルドカードからスーパーボウルに出場するのは、チーフスが最初であった。
ドーソンは、NFLではピッツバーグ・スティーラーズ、クリーブランド・ブラウンズで合計5シーズン控えQBを務めており、AFLのトップQBの1人となっていたもののNFLのQBのレベルと比較はできないと多くの人々は考えていた。AFLでの8シーズンで彼はプロのどのQBよりも多い182タッチダウンパスをあげたが、AFLはNFLと同格ではないと考えられていた。第1回スーパーボウルでチーフスはグリーンベイ・パッカーズに10-35で敗れており、この試合はAFLがNFLに劣るリーグではないことをドーソンが証明するチャンスであった。
ハンク・ストラムによる革新的なフォーメーションや戦略は相手チームの守備に混乱をもたらした。1965年のハイズマン賞受賞者であるRBマイク・ギャレットは、732ヤードを走り6タッチダウンをあげた。また43回のレシーブで432ヤード、2タッチダウンをあげた。RBロバート・ホームズはランで612ヤード、レシーブで266ヤードを獲得、5タッチダウンをあげた。RBウォーレン・マクビーは、500ヤードを走り7タッチダウン、WRオーティス・テイラーは、41回のレシーブで696ヤード、7タッチダウンをあげた。オフェンスラインのエド・バッド、ジム・タイラーはAFLのオールスターに選ばれた。またプレースキッカーのヤン・ステナルード、パンターのジェレル・ウィルソンは優れたキッカーであった。
チーフスの守備はAFL最少の177失点であった。DTバック・ブキャナン、カーリー・カルプ、DEジェリー・メイズ、アーロン・ブラウンの4人はバイキングスと同様に優れたディフェンスラインであった。またLBウィリー・レニエルも４インターセプト、1ファンブルリカバーの成績をあげてAFLのオールスターに選ばれた。セカンダリーのエミット・トーマスは9インターセプト、1タッチダウン、ジム・カーニーが5インターセプト、1タッチダウン、ジョニー・ロビンソンが８インターセプトをあげた。
ディビジョナルラウンドではパス17回中13回成功で276ヤードを獲得し、6タッチダウンをあげてヒューストン・オイラーズを56-7で破ったダリル・ラモニカは、前年のチーフスとのプレーオフで347ヤードを獲得、5タッチダウンをあげて41-6で勝利していたが、この年のAFLチャンピオンシップゲームでは、チーフスの守備は、パス39回中わずか15回成功に抑え、第4Qに3インターセプトを奪った。この試合でアーロン・ブラウンがパスラッシュをした際、ラモニカは右手を負傷し、4インターセプトを喫した。
| 年        | 成績               | Con | 地区 | 勝 | 敗 | 分 | 率   | Div   | Con | 平均得点 | 平均失点 |
| --------- | ------------------ | --- | ---- | -- | -- | -- | ---- | ----- | --- | -------- | -------- |
| 1969(AFL) | スーパーボウル制覇 |     | 2位  | 11 | 3  | 0  | .786 | 5-3   |     | 25.6     | 12.6     |
|           |                    |     |      |    |    |    |      |       |     |          |          |
| 1968(AFL) | レギュラー敗退     |     | 2位  | 12 | 2  | 0  | .857 | 7–1   |     | 26.5     | 12.1     |
| 1967(AFL) | レギュラー敗退     |     | 2位  | 9  | 5  | 0  | .643 | 2–4   |     | 29.1     | 18.1     |
| 1966(AFL) | AFL優勝/SB敗戦     |     | 優勝 | 11 | 2  | 1  | .821 | 5–1   |     | 32.0     | 19.7     |
| 1965(AFL) | レギュラー敗退     |     | 3位  | 7  | 5  | 2  | .571 | 4–1–1 |     | 23.0     | 20.4     |
| 1964(AFL) | レギュラー敗退     |     | 2位  | 7  | 7  | 0  | .500 | 4–2   |     | 26.1     | 21.9     |
| 1963(AFL) | レギュラー敗退     |     | 3位  | 5  | 7  | 2  | .429 | 2–4   |     | 24.8     | 18.8     |
| 1962(AFL) | AFLチャンピオン    |     | 優勝 | 11 | 3  | 0  | .786 | 5–1   |     | 27.8     | 16.6     |
| 1961(AFL) | レギュラー敗退     |     | 2位  | 6  | 8  | 0  | .429 | 4–2   |     | 23.9     | 24.5     |
| 1960(AFL) | レギュラー敗退     |     | 2位  | 8  | 6  | 0  | .571 | 4–2   |     | 25.9     | 18.1     |

### プレーオフ
プレーオフではチーフスは、過去2年のAFLチャンピオンを破りスーパーボウル出場を決めた。ディフェンス合戦となったニューヨーク・ジェッツとの試合ではドーソンがオーティス・テイラーへの61ヤードのパスを決めた後、グロスター・リチャードソンへの19ヤードのタッチダウンパスを決め、13-6で勝利した。この試合でディフェンスはジェッツの攻撃をわずか234ヤードに抑え、4つのターンオーバーを奪った。レイダースとの試合では第1Qに0-7とリードされたが、第2Qにフランク・ピッツへの41ヤードのパスを成功させた後、ウェンデル。ヘイズの1ヤードのタッチダウンランで同点とした。第3Qにはエミット・トーマスがエンドゾーン内で相手のパスをインターセプト、95ヤードのドライブをロバート・ホームズのタッチダウンランで締めくくった。14-7とリードして第4Qに入ったチーフスは、3インターセプトなど、4回のターンオーバーを奪い勝利した。
チーム創設から9年目のバイキングスは、ロサンゼルス・ラムズに23-20で勝ち、プレーオフ初勝利をあげた。この試合、ラムズに終始リードを許していたが、第4Qのタッチダウンドライブで21-20と逆転し、カール・エラーがエンドゾーン内でロマン・ゲイブリエルをサックして、セイフティで追加点をあげ、残り30秒にアラン・ペイジがインターセプトをあげた。クリーブランド・ブラウンズとのNFLチャンピオンシップゲームでは、前半を24-0で折り返し、27-7で勝利した。この試合でバイキングスのオフェンスは、381ヤードを獲得、ターンオーバーなし、カップはパスで169ヤードを獲得、1タッチダウンをあげた。またオズボーンが108ヤードを走り、ワシントンは3回のレシーブで125ヤードを獲得した。
|  |                                         |                                           |                                         |                                       |                                       |        |                     |                     |                     |          |    |  |  |  |  |  |  |  |
|  |                                         |                                           | NFLプレーオフボウル (3位決定戦)         |                                       |                                       |        |                     |                     |                     |          |    |  |  |  |  |  |  |  |
|  |                                         |                                           | 1970年1月3日 マイアミ・オレンジボウル   |                                       |                                       |        |                     |                     |                     |          |    |  |  |  |  |  |  |  |
|  |                                         |                                           |                                         |                                       |                                       |        |                     |                     |                     |          |    |  |  |  |  |  |  |  |
|  |                                         |                                           | 首都                                    | カウボーイズ                          | 0                                     |        |                     |                     |                     |          |    |  |  |  |  |  |  |  |
|  |                                         |                                           | 首都                                    | カウボーイズ                          | 0                                     |        |                     |                     |                     |          |    |  |  |  |  |  |  |  |
|  |                                         |                                           | 海岸                                    | ラムズ                                | 31                                    |        |                     |                     |                     |          |    |  |  |  |  |  |  |  |
|  |                                         |                                           | 海岸                                    | ラムズ                                | 31                                    |        |                     |                     |                     |          |    |  |  |  |  |  |  |  |
|  |                                         |                                           |                                         |                                       |                                       |        |                     |                     |                     |          |    |  |  |  |  |  |  |  |
|  | NFLカンファレンス決勝                   |                                           |                                         |                                       |                                       |        |                     |                     |                     |          |    |  |  |  |  |  |  |  |
|  | 1969年12月28日 コットン・ボウル         |                                           |                                         |                                       |                                       |        |                     |                     |                     |          |    |  |  |  |  |  |  |  |
|  | NFLチャンピオンシップゲーム             |                                           |                                         |                                       |                                       |        |                     |                     |                     |          |    |  |  |  |  |  |  |  |
|  | 世紀                                    | ブラウンズ                                | 38                                      |                                       |                                       |        |                     |                     |                     |          |    |  |  |  |  |  |  |  |
|  | 世紀                                    | ブラウンズ                                | 38                                      | 1970年1月3日 マイアミ・オレンジボウル |                                       |        |                     |                     |                     |          |    |  |  |  |  |  |  |  |
|  |                                         | 首都                                      | カウボーイズ                            | 14                                    |                                       |        |                     |                     |                     |          |    |  |  |  |  |  |  |  |
|  | 世紀                                    | 首都                                      | カウボーイズ                            | 14                                    | ブラウンズ                            | 7      |                     |                     |                     |          |    |  |  |  |  |  |  |  |
|  | 世紀                                    | 1969年12月27日 メトロポリタン・スタジアム |                                         |                                       | ブラウンズ                            | 7      |                     |                     |                     |          |    |  |  |  |  |  |  |  |
|  |                                         |                                           | 中                                      | バイキングス                          | 27                                    |        | 第4回スーパーボウル | 第4回スーパーボウル | 第4回スーパーボウル |          |    |  |  |  |  |  |  |  |
|  |                                         | 海岸                                      | 中                                      | バイキングス                          | 27                                    | ラムズ | 第4回スーパーボウル | 第4回スーパーボウル | 第4回スーパーボウル | 20       |    |  |  |  |  |  |  |  |
|  |                                         | 海岸                                      |                                         |                                       | 1969年1月4日 オークランド・コロシアム | ラムズ |                     |                     |                     | 20       |    |  |  |  |  |  |  |  |
|  |                                         |                                           | 中                                      | バイキングス                          | 23                                    |        |                     |                     |                     |          |    |  |  |  |  |  |  |  |
|  |                                         |                                           | 中                                      | バイキングス                          | 23                                    | N中    | バイキングス        | 7                   |                     |          |    |  |  |  |  |  |  |  |
|  |                                         |                                           | 1969年12月20日 シェイ・スタジアム       |                                       |                                       | N中    | バイキングス        | 7                   |                     |          |    |  |  |  |  |  |  |  |
|  |                                         |                                           | AFLチャンピオンシップゲーム             | AFLチャンピオンシップゲーム           | AFLチャンピオンシップゲーム           |        | A西2                | チーフス            | 23                  |          |    |  |  |  |  |  |  |  |
|  |                                         |                                           | AFLチャンピオンシップゲーム             | AFLチャンピオンシップゲーム           | AFLチャンピオンシップゲーム           | 西2    | A西2                | チーフス            | 23                  | チーフス | 13 |  |  |  |  |  |  |  |
|  |                                         |                                           | 1970年1月4日 メトロポリタン・スタジアム |                                       |                                       | 西2    |                     |                     |                     | チーフス | 13 |  |  |  |  |  |  |  |
|  | 東1                                     | ジェッツ                                  | 6                                       |                                       |                                       |        |                     |                     |                     |          |    |  |  |  |  |  |  |  |
|  | 東1                                     | ジェッツ                                  | 6                                       | 西2                                   | チーフス                              | 17     |                     |                     |                     |          |    |  |  |  |  |  |  |  |
|  | 1969年12月21日 オークランド・コロシアム |                                           |                                         | 西2                                   | チーフス                              | 17     |                     |                     |                     |          |    |  |  |  |  |  |  |  |
|  |                                         |                                           | 西1                                     | レイダース                            | 7                                     |        |                     |                     |                     |          |    |  |  |  |  |  |  |  |
|  | 東2                                     | オイラーズ                                | 西1                                     | レイダース                            | 7                                     | 7      |                     |                     |                     |          |    |  |  |  |  |  |  |  |
|  | 東2                                     | オイラーズ                                |                                         |                                       |                                       |        |                     |                     |                     |          |    |  |  |  |  |  |  |  |
|  | 西1                                     | レイダース                                | 56                                      |                                       |                                       |        |                     |                     |                     |          |    |  |  |  |  |  |  |  |
|  | 西1                                     | レイダース                                | 56                                      |                                       |                                       |        |                     |                     |                     |          |    |  |  |  |  |  |  |  |
|  |                                         |                                           |                                         |                                       |                                       |        |                     |                     |                     |          |    |  |  |  |  |  |  |  |
|  |                                         |                                           | AFLディビジョナルプレーオフ             |                                       |                                       |        |                     |                     |                     |          |    |  |  |  |  |  |  |  |
|  |                                         |                                           |                                         |                                       |                                       |        |                     |                     |                     |          |    |  |  |  |  |  |  |  |

*AFLは正式合併前の他リーグ

### 試合前の話題
多くのスポーツライターやファンは、バイキングスがチーフスに楽勝すると予想していた。前年のスーパーボウルで同じAFLのニューヨーク・ジェッツが勝利したにもかかわらず、AFLが勝利したのはまぐれだと思われていた。彼らは全てのNFLチームは、全てのAFLチームより優れていると考えていた。両リーグの違いを無視したとしても、バイキングスがNFL最高勝率をあげ、得失点差246得点であるのに対して、チーフスは地区優勝さえできていないことから、バイキングスの方が優れたチームであると見られていた。
スーパーボウルの5日前、ドーソンが賭博に関与している疑いが報道されたこともあり、彼は睡眠不足で試合の準備に集中することもできなかった。
バド・グラントはスーパーボウルに出場するヘッドコーチでは、初めてネクタイを着けないコーチであった。一方、ハンク・ストラムは、スーツに赤いベスト、胸ポケットにチーフスのヘルメットのロゴの入ったブレザーを着用していた。
入場者数は80,562人とNFLとAFL統合までの4回の大会で最も多い観衆となった。

## テレビ放送
全米ではCBSが放送を行った。実況はジャック・バック、パット・サマロール、フランク・ギフォード、ジャック・ウィッテイカーが解説を務めた。ニューオーリンズ地区ではテレビのブラックアウトが行われチケットは売り切れた。
CBSは第1回スーパーボウル、第2回スーパーボウルと同様に、この放送の数日後にビデオテープを消去した。当時のビデオテープは高価であったため、古い試合映像を大切に保管することに価値があるとは考えられていなかったためである。この試合の映像はカナダのテレビ局であるCBCと、ケベック州でフランス語バージョンの放送を行うラジオ・カナダによってのみ残っている。バイキングスの本拠地、ミネソタ州はカナダに近いこと、バド・グラントは、カナディアン・フットボール・リーグの伝説的な選手であったため、カナダの放送局は、アーカイブを保管したのである。

## ハンク・ストラムとマイク
NFLフィルムズのエド・セイボル社長は試合前日夜にハンク・ストラムチーフスヘッドコーチと会い、隠しマイクを着用してもらい、NFLフィルムズが制作する第4回スーパーボウルの記録用に彼の肉声を記録した。2人は隠しマイクを着用していることは2人だけの秘密であり、スーパーボウルでヘッドコーチにマイクが着用される初めてのケースとなった。絶え間なく言葉を発するストラムにより、NFLフィルムズが制作したスーパーボウルの映像の中でもこの試合映像は人気となった。

## 試合経過
| \| 開始 \| 開始 \| 開始 \| ボール保持 \| ドライブ \| ドライブ \| TOP \| 結果 \| 得点内容 \| 得点内容 \| 得点内容 \| 得点 \| 得点 \| \| Q \| 時間 \| 地点 \| ボール保持 \| P \| yd \| TOP \| 結果 \| yd \| 得点者 \| PAT \| バイキングス \| チーフス \| \| ------------------------------------------------------------------------------------------------------------------------------- \| ------------------------------------------------------------------------------------------------------------------------------- \| ------------------------------------------------------------------------------------------------------------------------------- \| ------------------------------------------------------------------------------------------------------------------------------- \| ------------------------------------------------------------------------------------------------------------------------------- \| ------------------------------------------------------------------------------------------------------------------------------- \| ------------------------------------------------------------------------------------------------------------------------------- \| ------------------------------------------------------------------------------------------------------------------------------- \| ------------------------------------------------------------------------------------------------------------------------------- \| ------------------------------------------------------------------------------------------------------------------------------- \| ------------------------------------------------------------------------------------------------------------------------------- \| ------------ \| -------- \| \| 1 \| 15:00 \| 自陣20 \| バイキングス \| 7 \| 41 \| 4:02 \| パント \| — \| — \| — \| — \| — \| \| 1 \| 10:58 \| 自陣17 \| チーフス \| 8 \| 42 \| 4:06 \| フィールドゴール成功 \| 48 \| Stenerud \| — \| 0 \| 3 \| \| 1 \| 6:52 \| 自陣20 \| バイキングス \| 6 \| 30 \| 3:34 \| パント \| — \| — \| — \| — \| — \| \| 1-2 \| 3:18 \| 自陣20 \| チーフス \| 8 \| 55 \| 4:58 \| フィールドゴール成功 \| 32 \| Stenerud \| — \| 0 \| 6 \| \| 2 \| 13:20 \| 自陣32 \| バイキングス \| 2 \| 0 \| 1:32 \| ファンブルロスト \| — \| — \| — \| — \| — \| \| 2 \| 11:48 \| 敵陣46 \| チーフス \| 2 \| -1 \| 0:39 \| インターセプト \| — \| — \| — \| — \| — \| \| 2 \| 11:09 \| 自陣7 \| バイキングス \| 3 \| -2 \| 1:04 \| パント \| — \| — \| — \| — \| — \| \| 2 \| 10:05 \| 敵陣44 \| チーフス \| 4 \| 27 \| 2:13 \| フィールドゴール成功 \| 25 \| Stenerud \| — \| 0 \| 9 \| \| 2 \| 7:52 \| — \| バイキングス \| — \| — \| 0:31 \| リターン中ファンブルロスト \| — \| — \| — \| — \| — \| \| 2 \| 7:21 \| 敵陣19 \| チーフス \| 6 \| 19 \| 1:47 \| タッチダウン（ラン） \| 5 \| Garrett \| キック成功 \| 0 \| 16 \| \| 2 \| 5:34 \| 自陣32 \| バイキングス \| 4 \| 19 \| 2:14 \| 56ydフィールドゴール失敗 \| — \| — \| — \| — \| — \| \| 2 \| 3:20 \| 自陣24 \| チーフス \| 7 \| 22 \| 2:57 \| パント \| — \| — \| — \| — \| — \| \| 2 \| 0:23 \| 自陣10 \| バイキングス \| 2 \| 2 \| 0:23 \| 前半終了 \| — \| — \| — \| — \| — \| \| 前半終了 \| \| \| \| \| \| \| \| \| \| \| \| \| \| 3 \| 15:00 \| 自陣15 \| チーフス \| 8 \| 10 \| 5:54 \| パント \| — \| — \| — \| — \| — \| \| 3 \| 9:06 \| 自陣31 \| バイキングス \| 10 \| 69 \| 4:34 \| タッチダウン（ラン） \| 4 \| Osborn \| キック成功 \| 7 \| 16 \| \| 3 \| 4:32 \| 自陣18 \| チーフス \| 6 \| 82 \| 3:10 \| タッチダウン（パス） \| 5 \| Dawson→Taylor \| キック成功 \| 7 \| 23 \| \| 3-4 \| 1:22 \| 自陣37 \| バイキングス \| 5 \| 17 \| 2:34 \| インターセプト \| — \| — \| — \| — \| — \| \| 4 \| 13:48 \| 自陣43 \| チーフス \| 3 \| -2 \| 2:19 \| パント \| — \| — \| — \| — \| — \| \| 4 \| 11:29 \| 自陣20 \| バイキングス \| 3 \| 18 \| 1:07 \| インターセプト \| — \| — \| — \| — \| — \| \| 4 \| 10:22 \| 自陣49 \| チーフス \| 3 \| 3 \| 2:30 \| パント \| — \| — \| — \| — \| — \| \| 4 \| 7:52 \| 自陣19 \| バイキングス \| 8 \| 29 \| 3:52 \| インターセプト \| — \| — \| — \| — \| — \| \| 4 \| 4:00 \| 自陣34 \| チーフス \| 7 \| 29 \| 4:00 \| 試合終了 \| — \| — \| — \| — \| — \| \| P=プレー数、TOP=タイム・オブ・ポゼッション、PAT=ポイント・アフター・タッチダウン。 アメリカンフットボールの用語集 (en) も参照。 \| P=プレー数、TOP=タイム・オブ・ポゼッション、PAT=ポイント・アフター・タッチダウン。 アメリカンフットボールの用語集 (en) も参照。 \| P=プレー数、TOP=タイム・オブ・ポゼッション、PAT=ポイント・アフター・タッチダウン。 アメリカンフットボールの用語集 (en) も参照。 \| P=プレー数、TOP=タイム・オブ・ポゼッション、PAT=ポイント・アフター・タッチダウン。 アメリカンフットボールの用語集 (en) も参照。 \| P=プレー数、TOP=タイム・オブ・ポゼッション、PAT=ポイント・アフター・タッチダウン。 アメリカンフットボールの用語集 (en) も参照。 \| P=プレー数、TOP=タイム・オブ・ポゼッション、PAT=ポイント・アフター・タッチダウン。 アメリカンフットボールの用語集 (en) も参照。 \| P=プレー数、TOP=タイム・オブ・ポゼッション、PAT=ポイント・アフター・タッチダウン。 アメリカンフットボールの用語集 (en) も参照。 \| P=プレー数、TOP=タイム・オブ・ポゼッション、PAT=ポイント・アフター・タッチダウン。 アメリカンフットボールの用語集 (en) も参照。 \| P=プレー数、TOP=タイム・オブ・ポゼッション、PAT=ポイント・アフター・タッチダウン。 アメリカンフットボールの用語集 (en) も参照。 \| P=プレー数、TOP=タイム・オブ・ポゼッション、PAT=ポイント・アフター・タッチダウン。 アメリカンフットボールの用語集 (en) も参照。 \| P=プレー数、TOP=タイム・オブ・ポゼッション、PAT=ポイント・アフター・タッチダウン。 アメリカンフットボールの用語集 (en) も参照。 \| 7 \| 23 \| | | | | | | | | | | |              |          |
| 開始 | 開始 | 開始 | ボール保持 | ドライブ | ドライブ | TOP | 結果 | 得点内容 | 得点内容 | 得点内容 | 得点         | 得点     |
| Q | 時間 | 地点 | ボール保持 | P | yd | TOP | 結果 | yd | 得点者 | PAT | バイキングス | チーフス |
| 1 | 15:00 | 自陣20 | バイキングス | 7 | 41 | 4:02 | パント | — | — | — | —            | —        |
| 1 | 10:58 | 自陣17 | チーフス | 8 | 42 | 4:06 | フィールドゴール成功 | 48 | Stenerud | — | 0            | 3        |
| 1 | 6:52 | 自陣20 | バイキングス | 6 | 30 | 3:34 | パント | — | — | — | —            | —        |
| 1-2 | 3:18 | 自陣20 | チーフス | 8 | 55 | 4:58 | フィールドゴール成功 | 32 | Stenerud | — | 0            | 6        |
| 2 | 13:20 | 自陣32 | バイキングス | 2 | 0 | 1:32 | ファンブルロスト | — | — | — | —            | —        |
| 2 | 11:48 | 敵陣46 | チーフス | 2 | -1 | 0:39 | インターセプト | — | — | — | —            | —        |
| 2 | 11:09 | 自陣7 | バイキングス | 3 | -2 | 1:04 | パント | — | — | — | —            | —        |
| 2 | 10:05 | 敵陣44 | チーフス | 4 | 27 | 2:13 | フィールドゴール成功 | 25 | Stenerud | — | 0            | 9        |
| 2 | 7:52 | — | バイキングス | — | — | 0:31 | リターン中ファンブルロスト | — | — | — | —            | —        |
| 2 | 7:21 | 敵陣19 | チーフス | 6 | 19 | 1:47 | タッチダウン（ラン） | 5 | Garrett | キック成功 | 0            | 16       |
| 2 | 5:34 | 自陣32 | バイキングス | 4 | 19 | 2:14 | 56ydフィールドゴール失敗 | — | — | — | —            | —        |
| 2 | 3:20 | 自陣24 | チーフス | 7 | 22 | 2:57 | パント | — | — | — | —            | —        |
| 2 | 0:23 | 自陣10 | バイキングス | 2 | 2 | 0:23 | 前半終了 | — | — | — | —            | —        |
| 前半終了 | | | | | | | | | | |              |          |
| 3 | 15:00 | 自陣15 | チーフス | 8 | 10 | 5:54 | パント | — | — | — | —            | —        |
| 3 | 9:06 | 自陣31 | バイキングス | 10 | 69 | 4:34 | タッチダウン（ラン） | 4 | Osborn | キック成功 | 7            | 16       |
| 3 | 4:32 | 自陣18 | チーフス | 6 | 82 | 3:10 | タッチダウン（パス） | 5 | Dawson→Taylor | キック成功 | 7            | 23       |
| 3-4 | 1:22 | 自陣37 | バイキングス | 5 | 17 | 2:34 | インターセプト | — | — | — | —            | —        |
| 4 | 13:48 | 自陣43 | チーフス | 3 | -2 | 2:19 | パント | — | — | — | —            | —        |
| 4 | 11:29 | 自陣20 | バイキングス | 3 | 18 | 1:07 | インターセプト | — | — | — | —            | —        |
| 4 | 10:22 | 自陣49 | チーフス | 3 | 3 | 2:30 | パント | — | — | — | —            | —        |
| 4 | 7:52 | 自陣19 | バイキングス | 8 | 29 | 3:52 | インターセプト | — | — | — | —            | —        |
| 4 | 4:00 | 自陣34 | チーフス | 7 | 29 | 4:00 | 試合終了 | — | — | — | —            | —        |
| P=プレー数、TOP=タイム・オブ・ポゼッション、PAT=ポイント・アフター・タッチダウン。 アメリカンフットボールの用語集 (en) も参照。 | P=プレー数、TOP=タイム・オブ・ポゼッション、PAT=ポイント・アフター・タッチダウン。 アメリカンフットボールの用語集 (en) も参照。 | P=プレー数、TOP=タイム・オブ・ポゼッション、PAT=ポイント・アフター・タッチダウン。 アメリカンフットボールの用語集 (en) も参照。 | P=プレー数、TOP=タイム・オブ・ポゼッション、PAT=ポイント・アフター・タッチダウン。 アメリカンフットボールの用語集 (en) も参照。 | P=プレー数、TOP=タイム・オブ・ポゼッション、PAT=ポイント・アフター・タッチダウン。 アメリカンフットボールの用語集 (en) も参照。 | P=プレー数、TOP=タイム・オブ・ポゼッション、PAT=ポイント・アフター・タッチダウン。 アメリカンフットボールの用語集 (en) も参照。 | P=プレー数、TOP=タイム・オブ・ポゼッション、PAT=ポイント・アフター・タッチダウン。 アメリカンフットボールの用語集 (en) も参照。 | P=プレー数、TOP=タイム・オブ・ポゼッション、PAT=ポイント・アフター・タッチダウン。 アメリカンフットボールの用語集 (en) も参照。 | P=プレー数、TOP=タイム・オブ・ポゼッション、PAT=ポイント・アフター・タッチダウン。 アメリカンフットボールの用語集 (en) も参照。 | P=プレー数、TOP=タイム・オブ・ポゼッション、PAT=ポイント・アフター・タッチダウン。 アメリカンフットボールの用語集 (en) も参照。 | P=プレー数、TOP=タイム・オブ・ポゼッション、PAT=ポイント・アフター・タッチダウン。 アメリカンフットボールの用語集 (en) も参照。 | 7            | 23       |

チーフスのハンク・ストラムヘッドコーチは、攻撃コーディネーターも兼ねており、バイキングスに対して効果的なゲームプランを用意していた。彼はバイキングスのディフェンスラインのカール・エラーやジム・マーシャルがセカンダリーがショートパスを阻止したり、QBにプレッシャーを与えるため、セカンダリーがレシーバーから離れてプレーしていることを知った。そしてエラー、マーシャルの2人にダブルチームで当たり、ドーソンにはショートパスを指示した。またバイキングスのディフェンスに対してトラッププレーを用意した。マイク・ギャレットのタッチダウンランはトラッププレーで決まった。バイキングスのインサイドへのランプレーは、センターのミック・ティンゲルホフのブロックがラインバッカーをブロックすることで成り立っていたが、235ポンドのティンゲルホフに対しては、285ポンドのバック・ブキャナン、295ポンドのカーリー・カルプを当たらせた。NFLではAFLと比べてグレイハウンドのようなより軽量で俊敏なセンターが起用されていたが、体重差のミスマッチをストラムは利用したのである。バイキングスはランでのファーストダウンの更新は、わずか2回に抑えられた。

### 第1Q
第1Q、バイキングスは最初の攻撃で自陣20ヤード地点からジョー・カップの2本のパスで36ヤードを獲得するなど、敵陣39ヤード地点まで前進した。続くパスでビル・ブラウンがパスを捕ったが、このプレーはボビー・ベル、ジェリー・メイズの活躍で1ヤードのロスとなり、第3ダウンとなった。ジョン・ビーズリーへのパスが失敗に終わり、バイキングスはパントを蹴ることとなった。このドライブでバイキングスはランでわずか6ヤードしか獲得できなかった。このドライブでバイキングスは、敵陣38ヤードまで前進したが、タッチダウンをあげたドライブを除くと最もエンドゾーンに近づいたドライブであった。
チーフスは、フランク・ピッツへの20ヤードのパスなど、8プレーで42ヤード前進した。そしてスーパーボウル記録となる48ヤードのFGをヤン・ステナルードが決めて3-0と先制した。この記録は第28回スーパーボウルでバッファロー・ビルズのスティーブ・クリスティが更新するまでスーパーボウル記録であった。ステナルードはチャーリー・ゴゴラック、ピート・ゴゴラック兄弟とともに、プロフットボールでは最初に現れたサッカースタイルのキッカーであった。それまでのプレースキッカーは、ストレートスタイルであるトーキックで蹴っていたのに対して、インステップキックで蹴っていた。
バイキングスは次のドライブでフィールド中央まで進んだが、パントに終わった。次の攻撃でチーフスは、ドーソンからピッツへの20ヤードのパス、オーティス・テイラーへの9ヤードのパスが成功したところで、第1Qは終了した。

### 第2Q
チーフスの攻撃は続き、第2Q開始後4プレー目、第3ダウンにエド・シャーロックマンがパス・インターフェアランスの反則を犯し、敵陣31ヤード地点まで進んだ。第3ダウン残り4ヤードでテイラーを狙ったロングパスをバイキングスのCBアーセル・マックビーが阻止し、ステナルードが32ヤードのFGを成功、6-0となった。
バイキングスは次のドライブの2プレー目にWRジョン・ヘンダーソンがパスをキャッチし16ヤードを獲得したところでファンブル、チーフスのディフェンスバック、ジョニー・ロビンソンがボールを敵陣46ヤード地点でリカバーした。チーフスは絶好のフィールドポジションを得たが、第1ダウンでアラン・ペイジがマイク・ギャレットにタックルし、1ヤードのロス、次のプレーでポール・クラウスが自陣7ヤード地点でドーソンのパスをインターセプトした。バイキングスもターンオーバー直後のドライブでカップがパス2回不成功、ディレイ・オブ・ザ・ゲームの反則で自陣5ヤードからのパントとなった。ボブ・リーのパントはわずか39ヤードしか飛ばず、チーフスは敵陣44ヤード地点からの攻撃権を獲得した。
ピッツがエンドアラウンドプレーで19ヤードを獲得、その後、ステナルードが3本目のFGを決めて、9-0となった。
続くキックオフでバイキングスのリターナー、チャーリー・ウェストがボールをファンブル、チーフスのレミ・プラドホムが敵陣19ヤード地点でボールをリカバーした。最初のプレーで、DEジム・マーシャルのQBサックで、チーフスはジム・マーシャルのサックで8ヤードをロスしたが、RBウェンデル・ヘイズがIフォーメーションからのドロープレー、テイラーのレシーブで敵陣4ヤードまで前進した。3プレー後、ギャレットが5ヤードのタッチダウンランをあげて16-0となった。このプレーでコールされたのが、65トス・パワートラップと呼ばれるプレーである。この試合でストラムには上述のようにマイクロフォンが着けられており"65-toss power trap"のプレーコールでタッチダウンをあげた後の"Chinese fire drill"（奴らはあわてふためいている）という発言が知られている。このプレーでは右ガードのモー・ムーアマンがアラン・ペイジをブロックし、大きなホールができた。
バイキングスは、ウェストがキックオフで27ヤードをリターンし、自陣32ヤード地点からドライブを開始した。ヘンダーソンへの27ヤードのパスで敵陣41ヤードまで前進したが、続く3プレーでパス2回不成功及びバック・ブキャナンのQBサックで8ヤードをロスし、第4ダウンでフレッド・コックスが56ヤードのFGを蹴ったがゴールポストまで届かず、得点できなかった。前半、バイキングスはランでわずか24ヤードしか獲得できず、5回の第3ダウンは全てファーストダウンを獲得できなかった。

### 第3Q
第3Qにバイキングスはモメンタムを取り戻した。後半最初のチーフスの攻撃でパントを蹴らせ、カップが4回のパスで47ヤード、ランで7ヤードを獲得、この試合で初めて第3ダウンを更新するなど、10プレーで69ヤードを獲得、FBデイブ・オズボーンの4ヤードのTDランで16-7と点差をつめた。しかし次のドライブでチーフスは、6プレーで82ヤード、ピッツのリバースプレーで7ヤードを獲得し、ファーストダウンを獲得、バイキングスのパーソナルファウルでの15ヤードの前進した。その後、ドーソンはオーティス・テイラーにショートパスを投げ、テイラーがこれを敵陣41ヤードでキャッチ、アーセル・マックビーのタックルをかわし、Sカール・カサルキーのタックルもかわして46ヤードのタッチダウンレシーブをあげ、23-7となった。。

### 第4Q
決定的な追加点をチーフスがあげた後、バイキングスの攻撃はチーフスディフェンスの前に沈黙、バイキングスの3回のドライブはいずれもインターセプトに終わり、23-7で試合は終わった。タフガイであったバイキングスQBカップは、残り5分44秒に、チーフスのアーロン・ブラウンにサックされた際、肩を負傷して途中退場、ゲイリー・コゾーが交代で出場した。前年のスーパーボウルの番狂わせを演じたニューヨーク・ジェッツのウィーブ・ユーバンクヘッドコーチは、試合の1週間前に、カップは不必要なランで怪我をするおそれがあると予言していたが、そのとおりとなった。バイキングスの最後のプレーは、CBエミット・トーマスのインターセプトとなった。
試合終了後、バイキングスのバド・グラントヘッドコーチは、「我々は素晴らしいチームと戦い負けたのだ。」と語った。
ドーソンはパス17回中12回成功、142ヤード、1タッチダウン、1インターセプトの成績でMVPに選ばれた。レギュラーシーズン中ひざの負傷に悩まされ、わずか1回しか走っていなかった彼は3回走り、第4Qには11ヤードを走りファーストダウンを獲得した。ギャレットが11回のランで39ヤードを走り、1タッチダウン、この試合のリーディングラッシャーとなった。彼はまた2回のレシーブで25ヤード、キックオフも1回リターンした。テイラーが6回のレシーブで81ヤード、1タッチダウン、リーディングレシーバーとなった。カップは、パス25回中16回成功、183ヤードを獲得したが、2インターセプトを喫した。ヘンダーソンが7回のレシーブで111ヤードを獲得した。NFLチャンピオンシップゲームでは、108ヤードを走ったオズボーンは7回のランで15ヤード、57ヤードを走ったカップは2回のランで9ヤードと、2人合計で24ヤードの獲得に封じられた。またオールプロに選ばれたジーン・ワシントンも1回のレシーブで9ヤードに終わった。チーフスのディフェンスライン、ジェリー・メイズ、バック・ブキャナン、カーリー・カルプ、アーロン・ブラウンの4人は、ロサンゼルス・ラムズのフィアサム・フォーサム（恐ろしい4人組）のように活躍、バイキングスのオフェンスラインをずたずたにした。試合出場が危ぶまれていた右セイフティのジョニー・ロビンソンとミドルラインバッカーのウィリー・レニエルがカップからインターセプト、エミット・トーマスがコゾーからインターセプトをあげた。
バイキングスはインターセプト3回、ファンブル3回、反則6回を喫した。カップは、この試合を最後にバイキングスを離れ、1970年は、ボストン・ペイトリオッツでプレーした。
この年のチーフスの勝利でAFLとNFLの統合を前にしてAFLがスーパーボウルで2連勝となった。
勝者のチーフスの選手には15,000ドルが、敗者のバイキングスの選手には7,500ドルが支払われた。
チーフスは、プレーオフ全ての試合で失点を1桁に抑えた唯一のチームとなっている。
| \| 1 \| 7 \| 41 \| 4:02 \| パント \| \| 2 \| 6 \| 30 \| 3:34 \| パント \| \| 3 \| 2 \| 0 \| 1:32 \| ファンブルロスト \| \| 4 \| 3 \| -2 \| 1:04 \| パント \| \| 5 \| 4 \| 19 \| 2:14 \| 56ydフィールドゴール失敗 \| \| 6 \| 2 \| 2 \| 0:23 \| 前半終了 \| \| 前半終了 \| \| \| \| \| \| 7 \| 10 \| 69 \| 4:34 \| タッチダウン（ラン） \| \| 8 \| 5 \| 17 \| 2:34 \| インターセプト \| \| 9 \| 3 \| 18 \| 1:07 \| インターセプト \| \| 10 \| 8 \| 29 \| 3:52 \| インターセプト \| |          |          |      |                          |
| # | ドライブ | ドライブ | TOP  | 結果                     |
| # | プレー   | ヤード   | TOP  | 結果                     |
| 1 | 7        | 41       | 4:02 | パント                   |
| 2 | 6        | 30       | 3:34 | パント                   |
| 3 | 2        | 0        | 1:32 | ファンブルロスト         |
| 4 | 3        | -2       | 1:04 | パント                   |
| 5 | 4        | 19       | 2:14 | 56ydフィールドゴール失敗 |
| 6 | 2        | 2        | 0:23 | 前半終了                 |
| 前半終了 |          |          |      |                          |
| 7 | 10       | 69       | 4:34 | タッチダウン（ラン）     |
| 8 | 5        | 17       | 2:34 | インターセプト           |
| 9 | 3        | 18       | 1:07 | インターセプト           |
| 10 | 8        | 29       | 3:52 | インターセプト           |

| \| 1 \| 8 \| 42 \| 4:06 \| フィールドゴール成功 \| \| 2 \| 8 \| 55 \| 4:58 \| フィールドゴール成功 \| \| 3 \| 2 \| -1 \| 0:39 \| インターセプト \| \| 4 \| 4 \| 27 \| 2:13 \| フィールドゴール成功 \| \| 5 \| 6 \| 19 \| 1:47 \| タッチダウン（ラン） \| \| 6 \| 7 \| 22 \| 2:57 \| パント \| \| 前半終了 \| \| \| \| \| \| 7 \| 8 \| 10 \| 5:54 \| パント \| \| 8 \| 6 \| 82 \| 3:10 \| タッチダウン（パス） \| \| 9 \| 3 \| -2 \| 2:19 \| パント \| \| 10 \| 3 \| 3 \| 2:30 \| パント \| \| 11 \| 7 \| 29 \| 4:00 \| 試合終了 \| |          |          |      |                      |
| # | ドライブ | ドライブ | TOP  | 結果                 |
| # | プレー   | ヤード   | TOP  | 結果                 |
| 1 | 8        | 42       | 4:06 | フィールドゴール成功 |
| 2 | 8        | 55       | 4:58 | フィールドゴール成功 |
| 3 | 2        | -1       | 0:39 | インターセプト       |
| 4 | 4        | 27       | 2:13 | フィールドゴール成功 |
| 5 | 6        | 19       | 1:47 | タッチダウン（ラン） |
| 6 | 7        | 22       | 2:57 | パント               |
| 前半終了 |          |          |      |                      |
| 7 | 8        | 10       | 5:54 | パント               |
| 8 | 6        | 82       | 3:10 | タッチダウン（パス） |
| 9 | 3        | -2       | 2:19 | パント               |
| 10 | 3        | 3        | 2:30 | パント               |
| 11 | 7        | 29       | 4:00 | 試合終了             |

## スターティングラインアップ
| バイキングス                              | ポジション | チーフス                             |
| ----------------------------------------- | ---------- | ------------------------------------ |
| オフェンス                                |            |                                      |
| ジーン・ワシントン Gene Washington        | WR         | フランク・ピッツ Frank Pitts         |
| グレイディ・アルダーマン Grady Alderman   | LT         | ジム・タイラー Jim Tyrer             |
| ジム・ヴェロン Jim Vellone                | LG         | エド・バッデ Ed Budde                |
| ミック・ティンゲルホフ Mick Tingelhoff    | C          | E・J・ホラブ E. J. Holub             |
| ミルト・サンデ Milt Sunde                 | RG         | モー・ムーアマン Mo Moorman          |
| ロン・ヤーリー Ron Yary                   | RT         | デイブ・ヒル Dave Hill               |
| ジョン・ビーズリー John Beasley           | TE         | フレッド・アルバナス Fred Arbanas    |
| ジョン・ヘンダーソン John Henderson       | WR         | オーティス・テイラー Otis Taylor     |
| ジョー・カップ Joe Kapp                   | QB         | レン・ドーソン Len Dawson            |
| デイブ・オズボーン Dave Osborn            | RB         | マイク・ギャレット Mike Garrett      |
| ビル・ブラウン Bill Brown                 | RB         | ロバート・ホームズ Robert Holmes     |
| ディフェンス                              |            |                                      |
| カール・エラー Carl Eller                 | LE         | ジェリー・メイズ Jerry Mays          |
| ゲイリー・ラーセン Gary Larsen            | LDT        | カーリー・カルプ Curley Culp         |
| アラン・ペイジ Alan Page                  | RDT        | バック・ブキャナン Buck Buchanan     |
| ジム・マーシャル Jim Marshall             | RDE        | アーロン・ブラウン Aaron Brown       |
| ロイ・ウィンストン Roy Winston            | LOLB       | ボビー・ベル Bobby Bell              |
| ロニー・ウォーウィック Lonnie Warwick     | MLB        | ウィリー・レニエル Willie Lanier     |
| ウォリー・ヒルゲンバーグ Wally Hilgenberg | ROLB       | ジム・リンチ Jim Lynch               |
| アーセル・マックビー Earsell Mackbee      | LCB        | ジム・マーサリス Jim Marsalis        |
| エド・シャロックマン Ed Sharockman        | RCB        | エミット・トーマス Emmitt Thomas     |
| カール・カサルキー Karl Kassulke          | SS         | ジム・カーニー Jim Kearney           |
| ポール・クラウス Paul Krause              | FS         | ジョニー・ロビンソン Johnny Robinson |
| スペシャルチーム                          |            |                                      |
| フレッド・コックス Fred Cox               | K          | ヤン・ステナルード Jan Stenerud      |
| ボブ・リー Bob Lee                        | P          | ジェレル・ウィルソン Jerrel Wilson   |
| ヘッドコーチ                              |            |                                      |
| バド・グラント Bud Grant                  |            | ハンク・ストラム Hank Stram          |

## その後
バイキングスはNFLとAFLの統合後、NFC中地区優勝を繰り返し、スーパーボウルには第8回、第9回、第11回に出場したがいずれも敗れた。スーパーボウルに4回出場し、いずれも敗れたのは他に第12回から第24回まで敗れたデンバー・ブロンコス、第25回から第28回まで敗れたバッファロー・ビルズのみである。ブロンコスはその後、第32回で優勝した。
チーフスは1970年代以降長く低迷し、ジョー・モンタナの在籍した1993年以降、AFC第1シードとなりホームアドバンテージを獲得してもプレーオフ初戦で敗れるなど、2018年にインディアナポリス・コルツに31-13で勝利するまで25年間プレーオフで勝てず、スーパーボウル出場および優勝は第54回まで待たなければならなかった。
30年後の第34回スーパーボウルのコイントスにバド・グラント、ラマー・ハント、ボビー・ベル、ポール・クラウス、ウィリー・レニエル、アラン・ペイジ、ヤン・ステナルードが参加した。
2008年に NFLフィルムズが制作した番組、「アメリカズゲーム 〜スーパーボウルチャンピオンズ〜」のスピンオフ作品である「アメリカズゲーム 〜ミッシング・リングス〜」で、この年のバイキングスを特集した番組が放送された。